# Kermes gibbosus
Kermes gibbosus är en insektsart som beskrevs av Victor Antoine Signoret 1875. Kermes gibbosus ingår i släktet Kermes och familjen eksköldlöss. Inga underarter finns listade i Catalogue of Life.